# 廖建军
廖建军（1970年6月—2020年2月4日），男性，籍贯湖北武汉，生前在武汉市硚口区六角亭街民意社区工作，担任社区党委委员兼居民委员会副主任。其参与了2019冠状病毒病武汉市疫情的防治工作。2020年1月26日，其使用自己的轮椅将社区中的一名疑似患者转运至医院就诊，期间感染2019冠状病毒病而去世。
其获得了烈士称号。